# Doctor Sueño (película)
Doctor Sueño (en inglés: Doctor Sleep) es una película de terror sobrenatural estadounidense de 2019 escrita y dirigida por Mike Flanagan. Se basa en la novela homónima de Stephen King, siendo una secuela de la novela El resplandor del mismo King. La película, que también sirve como secuela directa de la adaptación cinematográfica de 1980, dirigida por Stanley Kubrick, se desarrolla varias décadas después de los eventos del original y combina elementos de la novela anterior de 1977. Ewan McGregor interpreta el papel principal de Danny Torrance, un hombre con habilidades psíquicas que lucha contra el trauma infantil. Rebecca Ferguson, Kyliegh Curran y Cliff Curtis tienen papeles secundarios. En la película, Dan Torrance, ahora un adulto, debe proteger a una joven con poderes similares de un culto conocido como el Nudo Verdadero, cuyos miembros se aprovechan de los niños para extender sus vidas.
Warner Bros. Pictures comenzó a desarrollar una adaptación cinematográfica poco después de que se publicara Doctor Sueño en 2013. El escritor y productor Akiva Goldsman escribió un guion, pero el estudio no aseguró un presupuesto para la película hasta el éxito de taquilla de su película de terror It de 2017, también basado en la novela homónima de King. Flanagan fue contratado para reescribir el guion de Goldsman y dirigir la película. Flanagan dijo que la película trataría de conciliar las diferencias entre la novela y la película de El resplandor. La filmación comenzó en septiembre de 2018 en Georgia, incluyendo Atlanta y sus alrededores, y concluyó en diciembre de 2018.
Doctor Sueño se estrenó mundialmente en el Teatro del Pueblo Regencia de Los Ángeles el 21 de octubre de 2019, y se estrenó en salas de cine en todo el mundo desde el 31 de octubre de 2019 y en los Estados Unidos el 8 de noviembre de 2019. La película recibió críticas generalmente positivas, con elogios por sus actuaciones y atmósfera, pero con algunas críticas por su prolongado tiempo de ejecución. Habiendo recaudado $72 millones en todo el mundo, su desempeño en la taquilla se consideró decepcionante debido al éxito de las adaptaciones de King como It Capítulo Dos y Pet Sematary de 2019, la nueva versión de la novela Cementerio de animales, a principios del mismo año.

## Argumento
En 1980, en algún momento después de sus experiencias traumáticas en el embrujado Hotel Overlook, Danny Torrance y su madre Wendy viven en Florida. Danny ve a uno de los fantasmas del Overlook, la mujer podrida de la habitación 237, en su baño. Dick Hallorann, ahora un espíritu benevolente, explica que los fantasmas se alimentan de la habilidad psíquica de Danny, su "Resplandor". Ahora que el hotel ha sido abandonado, los fantasmas hambrientos persiguen a Danny. Hallorann le enseña a encerrarlos en "cajas" imaginarias en su mente. Mientras tanto, el Nudo Verdadero, un culto de vampiros psíquicos dirigido por Rose The Hat, extiende su esperanza de vida al consumir "vapor", una esencia psíquica liberada mientras torturan y matan a los que tienen el Resplandor.
En 2011, Danny, ahora "Dan", se convirtió en alcohólico para reprimir su Resplandor. Después de robar dinero de una madre soltera después de una aventura de una noche, se da cuenta de que ha tocado fondo. Se muda a un pequeño pueblo de New Hampshire y se hace amigo de Billy Freeman, quien le encuentra un apartamento y se convierte en su patrocinador de AA. Rehabilitado, Dan se convierte en un ordenanza de hospicio. Utiliza su Resplandor para consolar a los pacientes moribundos, que lo apodaron "Doctor Sleep" (Doctor Sueño en español). También comienza a recibir comunicaciones telepáticas de Abra Stone, una joven cuyo Resplandor es aún más poderoso que el suyo. Mientras tanto, Rose y su amante, Crow Daddy, observan a una adolescente llamada Snakebite Andi que tiene la capacidad de controlar psíquicamente a las personas. Más tarde reclutan a Andi en el Nudo Verdadero después de alimentarla con el vapor de Violet, una niña que el culto asesinó al comienzo de la película.
En 2019, los miembros del Nudo Verdadero están muriendo de hambre, ya que el vapor se ha vuelto cada vez más raro. Secuestran a un niño, Bradley, y lo torturan hasta la muerte por su vapor. La adolescente Abra siente el evento y su angustia alerta tanto a Dan como a Rose. Rose pone su mirada en Abra, planeando extraer su vapor. Al darse cuenta del peligro, Abra visita a Dan en persona y le dice que puede rastrear el culto si toca el guante de béisbol de Bradley. Dan se niega a ayudar, diciéndole que reprima su Resplandor para mantenerse a salvo. Esa noche, Rose proyecta su conciencia en todo el país y se infiltra en la mente de Abra, pero descubre que Abra ha establecido una trampa imaginaria, la cual hiere a Rose. Después de que un miembro del culto, el abuelo Flick, muera de hambre, Rose envía a los miembros restantes tras Abra.
Hallorann visita a Dan por última vez, diciéndole que proteja a Abra como Hallorann una vez lo protegió a él. Dan le cuenta a Billy sobre el Nudo Verdadero. Viajan a la escena del crimen y exhuman el cuerpo de Bradley para recuperar su guante. Reclutan al padre de Abra, Dave, y hacen que proteja el cuerpo de Abra mientras ella se proyecta a un campamento local, atrayendo a los miembros del culto allí. Dan y Billy matan a la mayoría de ellos, aunque una Andi moribunda obliga a Billy a suicidarse.
Mientras tanto, Crow Daddy mata a Dave y secuestra a Abra, drogándola para reprimir su Resplandor. Dan se comunica telepáticamente con Abra, quien le permite poseerla, y manipula a Crow para que choque su auto, lo mata y libera a Abra. Mientras Dan y Abra se reúnen, Rose consume la reserva de vapor restante del culto, curando sus heridas y prometiendo venganza. Como último recurso, Dan trae a Abra al Overlook, creyendo que será tan peligroso para Rose como lo es para ellos. Enciende la caldera del hotel y explora el edificio inactivo, "despertándolo" con su Resplandor. Vuelve a las habitaciones donde su padre alcohólico, Jack, influenciado por el Overlook, intentó asesinarlo a él y a Wendy. En el bar del hotel, Dan es recibido por "Lloyd", un barman fantasmal que se parece mucho a Jack Torrance. La aparición intenta tentar a Dan a beber de nuevo, pero Dan finalmente declina.
Rose llega al Overlook. Dan y Abra atraen su conciencia hacia la mente de Dan, que se asemeja al interminable laberinto de setos del Overlook. Dan intenta atraparla en una caja imaginaria pero falla. Rose, atraída por el Resplandor de Dan, lo invita a unirse al culto, pero él se niega. Cuando ella lo domina y comienza a consumir su vapor, Dan abre las cajas, liberando de su mente a los fantasmas hambrientos del Overlook. Rose, siendo un vampiro psíquico, es vulnerable a los ataques directos de los fantasmas. La matan brutalmente, consumiendo su vapor y luego poseyendo a Dan. Él y los fantasmas persiguen a Abra hasta la habitación 237. Ella le dice al hotel que Dan saboteó la caldera. Dan, recuperando el control momentáneo, le dice que huya. Poseído, se apresura a la sala de calderas, pero recupera el control antes de que el hotel pueda hacer que lo desactive. Las llamas envuelven la habitación. En su último momento, Dan ve una visión de sí mismo como un niño siendo abrazado por su madre, Wendy. Abra observa impotente cómo el hotel se incendia justo cuando las autoridades se acercan.
Algún tiempo después, Abra habla con el espíritu de Dan: se aseguran mutuamente de que ambos estarán bien y Dan desaparece. La madre de Abra aprende a adaptarse a los poderes de su hija, especialmente al comunicarse con el espíritu de su difunto esposo. Cuando su madre sale de la habitación, Abra nota que el fantasma de la mujer podrida del Overlook está en el baño y se prepara para encerrar al fantasma tal como lo hizo Danny.

## Reparto

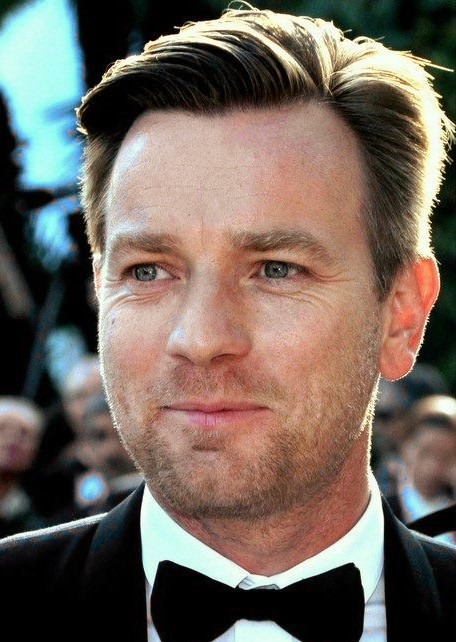
Ewan McGregor interpreta a Danny Torrance.

- Ewan McGregor como Daniel "Danny" Torrance/Doctor Sueño, un hombre con poderes psíquicos conocidos como "el resplandor". El personaje apareció por primera vez como un chico pequeño en la película de 1980 El resplandor, interpretado por Danny Lloyd.[8]

- Rebecca Ferguson como Rose the Hat, jefa del True Knot, un culto que se alimenta de gente con poderes psíquicos.[9]

- Cliff Curtis como Billy Freeman, amigo de Danny Torrance, quien lo ayuda a salir de su alcoholismo.

- Kyliegh Curran como Abra Stone, una chica con "el resplandor".[10]

- Carl Lumbly como Dick Hallorann, el excocinero del Hotel Overlook que tiene "el resplandor". Dick fue originalmente interpretado por Scatman Crothers en El resplandor.[11]

- Zahn McClarnon como Papá Cuervo, la mano derecha de Rose the Hat.[12]

- Emily Alyn Lind como Snakebite Andi, miembro del True Knot.[13]

- Bruce Greenwood como el Dr. John Dalton, director del grupo de Alcohólicos Anónimos al que asiste Danny.[14]

- Jocelin Donahue como Lucy Stone, la madre de Abra.[15]

- Robert Longstreet como Barry the Chick, miembro del True Knot.

- Carel Struycken como el abuelo Flick, el miembro más antiguo del True Knot.

- Alex Essoe como Wendy Torrance, la madre de Danny. Wendy fue interpretada originalmente por Shelley Duvall en El resplandor.[11]

- Zackary Momoh como Dave Stone, el padre de Abra.[16]

- Jacob Tremblay como Bradley Trevor.[17]

- Henry Thomas como el bartender Lloyd, quien atiende a Danny en el viejo hotel. Lloyd asume la forma de su padre Jack, interpretado por Jack Nicholson en El resplandor.

## Conexión conEl resplandor

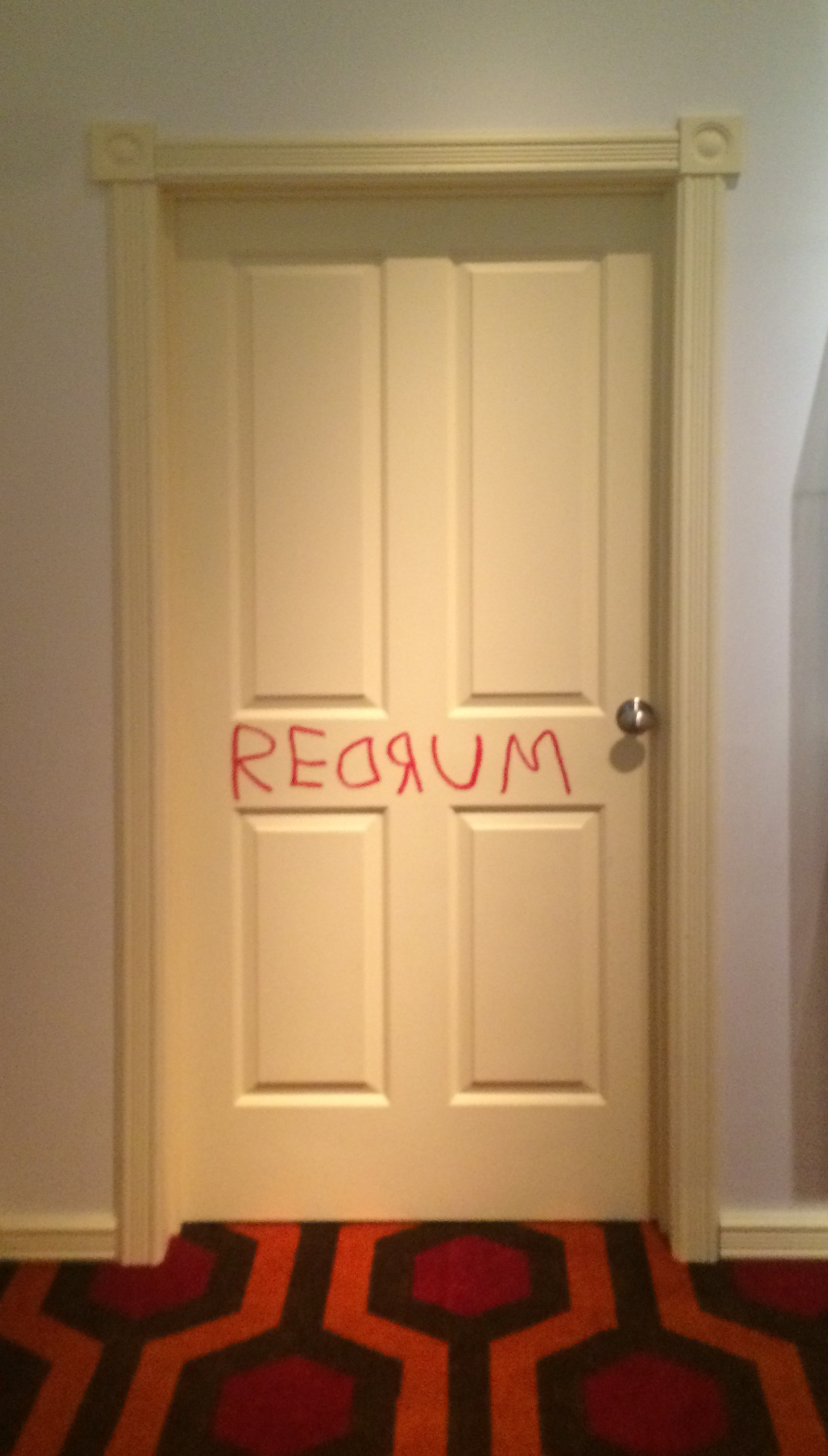
Réplica de la escenografía de la película.

Doctor Sueño se basa en la novela de terror de 2013 del mismo nombre de Stephen King. La novela El resplandor de 1977 fue adaptada en una película de terror de 1980 del mismo nombre por el director Stanley Kubrick. King criticó la adaptación cinematográfica de Kubrick al punto de escribir y fue productor ejecutivo de una nueva adaptación con la miniserie de televisión de 1997.
Si bien la película está destinada a ser una adaptación directa de la novela secuela de 2013, el director Mike Flanagan dijo que la cinta todavía "reconoce de alguna manera El resplandor de Kubrick". Flanagan dijo: "Es una adaptación de la novela Doctor Sueño, que es la secuela de Stephen King de su novela, El resplandor. Pero esto también existe mucho en el mismo universo cinematográfico que Kubrick estableció en su adaptación de El resplandor". Explicó que trabajar con todas las fuentes, "reconciliar esas tres fuentes, a veces muy diferentes, ha sido la parte más desafiante y emocionante de esta creatividad para nosotros". Primero leyó la novela, y luego tuvo una conversación con King para resolver la adaptación de todas las fuentes. Como parte del proceso, Flanagan recreó escenas de El resplandor para usarlas en flashbacks. Al igual que El resplandor, Flanagan también evitó el exceso de sobresaltos propios de las películas de terror.
Sobre por qué quería presentar la película como una continuación de la película de Kubrick, Flanagan expresó: "El resplandor es tan omnipresente y se ha grabado en la imaginación colectiva de las personas que aman el cine de una manera que muy pocas películas tienen. No hay otro idioma para contar esa historia. Si tú dices 'Hotel Overlook', yo lo veo. Vive justo en mi cerebro debido a Stanley Kubrick. No puedes fingir que eso no es así". King inicialmente rechazó el argumento de Flanagan de traer de vuelta el Overlook como se ve en la película de Kubrick, pero King cambió de opinión después de que Flanagan lanzó una escena dentro del hotel hacia el final de la película que sirvió como su razón para traer de vuelta el Overlook. Al leer el guion, King sintió que los elementos de la película de Kubrick que no le gustaban fueron "redimidos" para él en Doctor Sueño.
Si bien el clímax de la película difiere de la novela, se adapta estrechamente a los eventos originales del material original de King de El resplandor, centrado en los eventos finales en el Hotel Overlook (pero con Dan y Abra recreando los roles de Jack y el joven Danny, respectivamente); que se omitió en gran medida de la adaptación de Kubrick de 1980 de este último para gran decepción de King. Por lo tanto, esta película puede verse como un puente entre Doctor Sueño y El Resplandor, incorporando eventos de ambas novelas. Flanagan dijo que en su película, "Casi todo lo que Dan hace [es] la historia de Jack de [la novela original]". Al incluir estos elementos en la película Doctor Sueño, Flanagan explicó: "Lo vi como un regalo, para mí como fanático, y también de mí para él (así que sí, vamos a traer de vuelta este mundo del Overlook de Kubrick, y quería honrar esa película). Pero ¿qué pasa si, al hacerlo, al mismo tiempo, obtienes elementos de ese final de esa novela, El resplandor, que Kubrick descartó? Entonces comienzas a obtener el final que nunca obtuviste, y el cual King rechazó".

## Producción
Warner Bros. Pictures comenzó a desarrollar una adaptación cinematográfica de Doctor Sueño ya en 2014. En 2016, el cineasta Akiva Goldsman anunció que escribiría y produciría la película para Warner Bros. Durante varios años, Warner Bros. no pudo asegurar un presupuesto para Doctor Sueño, o para un proyecto diferente, una precuela de El Resplandor llamada Overlook Hotel.
A fines de 2017, Warner Bros. lanzó It, una adaptación cinematográfica de la novela de King del mismo nombre de 1986, y su éxito de taquilla llevó al estudio a acelerar la producción de Doctor Sleep. En enero de 2018, Warner Bros. contrató a Mike Flanagan para reescribir el guion de Goldsman y dirigir la película, y Goldsman recibió crédito como productor ejecutivo. Sobre por qué estaba interesado en dirigir Doctor Sueño, Flanagan declaró: "Toca temas que son los más atractivos para mí, que son el trauma infantil que conduce a la edad adulta, la adicción, el colapso de una familia y los efectos posteriores, décadas después".
De junio a noviembre de 2018, el elenco fue ensamblado.
La filmación comenzó en septiembre de 2018 en el estado estadounidense de Georgia; lugares incluidos Atlanta y St. Simons. En el área de Atlanta, ubicaciones específicas incluyeron Covington, Canton, Stone Mountain, Midtown, Porterdale y Fayetteville. La producción concluyó en diciembre de 2018. En enero de 2019, Flanagan estaba editando la película.
La partitura cinematográfica fue compuesta por The Newton Brothers (Andy Grush y Taylor Stewart), quienes también compusieron partituras para los trabajos anteriores de Flanagan. WaterTower Music ha lanzado la partitura de la película.

## Temas
El autor Stephen King dijo que escribió Doctor Sueño porque se preguntó cómo sería Danny Torrance cuando fuera adulto. Flanagan ha declarado: "Danny está tan traumatizado por lo que ha pasado, que no tiene idea de cómo lidiar con esto", y McGregor agregó: "La filosofía de Dan Torrance al principio de la historia es no usar el brillo. Está borracho para reprimir. las horribles visitas, los espíritus que provienen del Hotel Overlook".
Flanagan describió a El Resplandor como "mucho sobre la adicción, que es la fatalidad. Se trata de la aniquilación y la destrucción de una familia", mientras que el Doctor Sueño se refería a la "recuperación", afirmando: "En la forma en que la adicción se siente como la fatalidad y la aniquilación, la recuperación es renacimiento, y recuperación es salvación, en cierto modo".

## Estreno
Doctor Sueño tuvo su estreno mundial en el Teatro del Pueblo Regencia en Westwood, Los Ángeles, el 21 de octubre de 2019. Warner Bros. Pictures estrenó la película en Estados Unidos y Canadá el 8 de noviembre de 2019. Abrieron la película a nivel mundial antes, el 31 de octubre de 2019, coincidiendo con Halloween. Inicialmente, la película estaba programada para estrenarse el 24 de enero de 2020. Deadline Hollywood dijo que la reprogramación reflejaba que Warner Bros. daba "un importante voto de confianza" en la película.
Un corte del director junto con el corte teatral de Doctor Sueño se lanzó en HD digital el 21 de enero de 2020 y se lanzó en DVD, Blu-ray y 4K el 4 de febrero. El corte del director es 28 minutos más largo.

## Recepción

### Taquilla
Doctor Sueño recaudó $31.5 millones en los Estados Unidos y Canadá, y $40.7 millones en otros territorios, para un total mundial de $72.2 millones.
En los Estados Unidos y Canadá, la película se estrenó junto a Last Christmas, Midway y Jugando con fuego, y se proyectó inicialmente que recaudaría entre 25 y 30 millones de dólares de los 3855 cines en su primer fin de semana. BoxOffice escribió: "Las primeras tendencias sociales y de avance son indicativas de un posible éxito de taquilla en caso de que las revisiones y la recepción de la audiencia resulten favorables", pero agregó: "La principal barrera de Doctor Sueño para el estado de ruptura podría ser qué tan dependiente es la familiaridad de la audiencia más joven con la fuente Novelas de Stephen King y / o El Resplandor". La película ganó $5.2 millones en su primer día, incluyendo $1.5 millones combinados de las proyecciones de vista previa avanzadas el 30 de octubre y las previsualizaciones de la noche del jueves 7 de noviembre, reduciendo las proyecciones de fin de semana a $12 millones. Terminó debutando a $14.1 millones, molesto por Midway por el primer puesto. Deadline Hollywood especuló que a pesar de ser "bien revisada y bien recibida" por los críticos y el público, el bajo rendimiento se debió al tiempo de ejecución de 2 1⁄2 horas, así como a la percepción de que la película estaba destinada a audiencias mayores (67%) de la asistencia inicial del fin de semana fue mayor de 24 años).
Después de su debut, se proyectó que la película significaría una pérdida de 20 millones para Warner Bros. En su segundo fin de semana, la película ganó $6.2 millones, cayendo al sexto lugar. Business Insider especuló que, según los expertos de taquilla, Warner Bros. sobrestimó la influencia de El Resplandor entre el público más joven, a quien no le importa mucho la película de Kubrick, y cometió el error de lanzar la película en todo el mundo en noviembre después de Halloween.

### Crítica
En el sitio web del agregador de reseñas Rotten Tomatoes, la película tiene una calificación de aprobación de "Certificado de Frescura" del 77% basada en 309 reseñas, con una calificación promedio de 7.05/10. El consenso de críticos del sitio web dice: "Doctor Sueño abandona el terror elemental de su predecesor por una secuela más contemplativa que equilibra temas conmovedores con escalofríos". Metacritic asignó a la película una puntuación promedio ponderada de 59 de 100, basada en 46 críticas, que indican "revisiones mixtas o promedio". El público encuestado por CinemaScore le dio a la película una calificación promedio de "B +" en una escala de A + a F, mientras que aquellos en PostTrak le dieron un promedio de cuatro de cinco, con un 60% diciendo que definitivamente lo recomendaría a un amigo.
Brian Tallerico de RogerEbert.com le dio a la película tres de cuatro, diciendo: "A Flanagan se le encomendó hacer una secuela de una película que se mantiene fiel a un libro que ignora los cambios realizados en la primera película. Eso no es fácil. Diferente los personajes están en diferentes lugares al final del libro y las versiones cinematográficas de El Resplandor, y Flanagan tiene que unir a los dos. Por ejemplo, el libro original de King termina con la explosión del Hotel Overlook. Todos sabemos que El Resplandor de Kubrick sí no. Y aunque a veces uno puede sentir que Flanagan lucha por satisfacer a los fanáticos de King y Kubrick cuando realmente debería confiar en su propia visión, tiene el talento suficiente para lograr esta difícil mezcla de legados". Simran Hans de The Guardian dio el película cuatro de cinco, señalando que "adaptar Stephen King es una cosa, escribir una secuela espiritual de una película de Stanley Kubrick otra muy distinta. El director Mike Flanagan toma la novela de seguimiento de King de 2013 a El Resplandor, pero ajusta algunos detalles para garantizar la continuidad con la adaptación de Kubrick de 1980 del libro original... El nuevo material es más fresco y considerablemente más divertido".

## Futuro
Antes del lanzamiento de la película, Warner Bros. confiaba lo suficiente en la película como para contratar a Flanagan para escribir una precuela con el título provisional Hallorann, centrándose en el personaje de Dick Hallorann. Tras el decepcionante desempeño de taquilla de Doctor Sueño, el futuro del proyecto no está claro.
Flanagan también confirmó que estaba interesado en dirigir una secuela centrada en Abra Stone, y que le había preguntado a King, que estaba abierto a la idea.